# يوان سيمون إدموندسون
يوان سيمون أيدماندسون (بالدنماركية: Jóan Símun Edmundsson)‏ (مواليد 26 يوليو 1991 في جزر فارو) لاعب كرة قدم فاروي دولي يجيد اللعب في خط الوسط . يلعب حاليا لصالح نادي نيوكاسل يونايتد الأنجليزي منذ 2010 .